# Sidi AbdallahOu Belaid
Sidi AbdallahOu Belaid  (in arabo سيدي عبد الله أو بلعيد‎?) è un centro abitato e comune rurale del Marocco situato nella provincia di Sidi Ifni, regione di Guelmim-Oued Noun. Conta una popolazione di 4 702 abitanti (censimento 2014).